# Bamberg, Staatsbibliothek, Msc.Lit.158
Die Handschrift Bamberg, Staatsbibliothek, Msc.Lit.158 ist ein Kodex, der das Martyrologium Adonis des Ado von Vienne enthält. Es handelt sich um eine liturgische Handschrift. Sie wurde wohl Ende des 10. Jahrhunderts geschrieben und von Heinrich II. nach Bamberg gebracht, wo sie bis zur Säkularisierung Teil der dortigen Dombibliothek war. Heute wird sie als Teil der Kaiser-Heinrich-Bibliothek in der Staatsbibliothek Bamberg verwahrt.

## Beschreibung

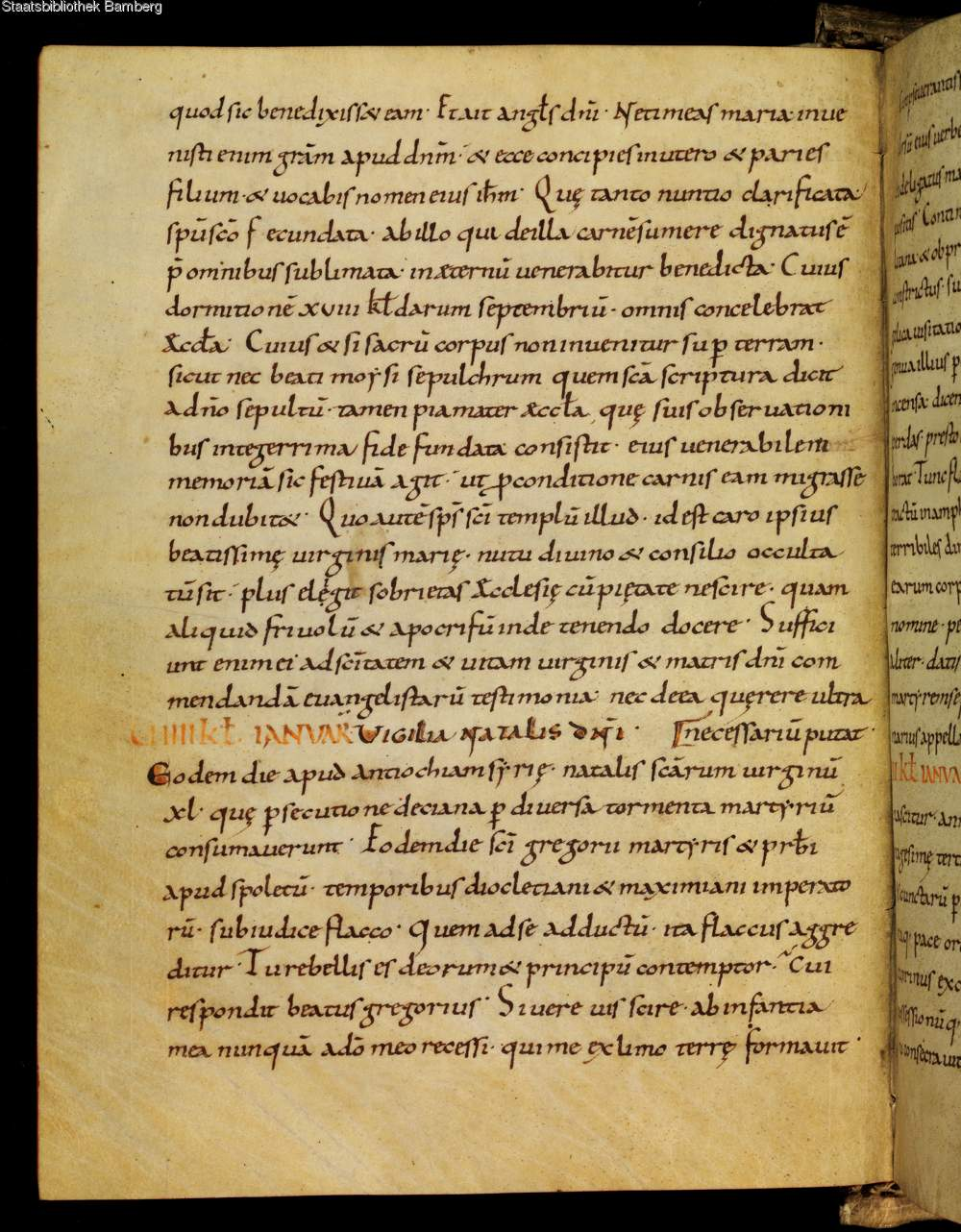
Staatsbibliothek Bamberg, Handschrift Msc.Lit.158, fol. 28v: Beginn des Martyrologium Adonis

Der Kodex misst 24,3 cm auf 18 cm und umfasst 190 Blatt Pergament. Blatt 1 bis 13 sind mit je 26 langen Zeilen, Blatt 13 bis 190 mit je 25 Zeilen beschrieben. Der Einband stammt von 1611.
Überschriften und andere Hervorhebungen sind in roten Unzialen geschrieben. Hoffmann unterscheidet sieben Hände. Das Pergament ist ungleichmäßig und mehrere Blätter weisen Risse auf. Zudem sind jeweils der Rand der Blätter 14 und 81 sowie der untere Teil des letzten Blattes abgeschnitten.
Im Kodex finden sich häufiger Randbemerkungen verschiedener Hände. Dabei handelt es sich vor allem um Notizen bei den Namen der Päpste, die bei der Beschneidung des Kodex (wahrscheinlich 1611) verstümmelt wurden.
Im Kalender ist von einer Hand des 11. Jahrhunderts zum 13. Juli (fol. 7v) der Name Kaiser Heinrichs eingetragen worden, ein Zeichen der Verehrung Heinrichs II. in Bamberg.

## Herkunft
Der Kodex stammt wahrscheinlich aus dem Kloster Malmedy im heutigen Belgien, das damals zum Frankenreich gehörte. Es ist anzunehmen, dass er von Heinrich II. nach Bamberg gebracht wurde und im Kontext der Gründung des Bistums Bamberg in die dortige Dombibliothek gelangte.

## Inhalt
Der auf Latein verfasste Kodex gehört zu den wenigen Abschriften von Martyrologien, die an der Spitze (Blatt 1 bis 12) zunächst das sogenannte Martyrologium Romanum parvum aufweisen, eine kalendarische Liste von Heiligen aus dem frühen Mittelalter. Im Anschluss folgen auf Blatt 12–28 verschiedene Teile aus anderen Schriften, darunter unter anderem ein kurzer Abschnitt aus dem Werk Contra Faustum manichaeum (lib. XX. cap. 21) des Augustinus (Blatt 12–14) sowie ein Hymnus des heiligen Ambrosius und Verse über die Dies Aegyptiaci (Blatt 14).
Ab Blatt 28 folgt der Hauptteil des Kodex mit dem Martyrologium Adonis (Blatt 28–190).